# Strangalia linsleyi
Strangalia linsleyi är en skalbaggsart som beskrevs av J. Linsley Gressitt 1951. Strangalia linsleyi ingår i släktet Strangalia och familjen långhorningar. Inga underarter finns listade i Catalogue of Life.